# Loupes
Loupes är en kommun i departementet Gironde i regionen Nouvelle-Aquitaine i sydvästra Frankrike. Kommunen ligger i kantonen Créon som tillhör arrondissementet Bordeaux. År 2022 hade Loupes 940 invånare.

## Befolkningsutveckling
Antalet invånare i kommunen Loupes
Referens:INSEE